# المنصورة (تونس)
المنصورة هي إحدى قرى ولاية قبلي وتتبع إداريا معتمدية قبلي الشمالية، ولا تبعد عن مركز الولاية إلا بأربعة كيلومترات. وكانت في السابق مقر الحامية العسكرية العثمانية في المنطقة. وهي حاليا مقر عمادة. تأتي أهميتها من حيث إشرافها على عين الغريق التي كانت أكبر العيون المائية بنفزاوة والتي جفت في ثمانينات القرن العشرين. ينحدر جزء من سكانها من عسكر زواوة، ويحمل هؤلاء لقب باللاغة، في حين ينحدر جزء آخر من الأفارقة السود.